# بث کوتور
بث کوتور (انگلیسی: Beth Couture؛ زادهٔ ۲۷ ژوئیهٔ ۱۹۶۲) بازیکن بسکتبال، و سرمربی (بسکتبال) اهل ایالات متحده آمریکا است.